# Monoon incertum
Monoon incertum är en kirimojaväxtart som beskrevs av Friedrich Anton Wilhelm Miquel. Monoon incertum ingår i släktet Monoon och familjen kirimojaväxter. Inga underarter finns listade i Catalogue of Life.